# إريك جونسون (لاعب كرة قدم أمريكية)
إريك جونسون (بالإنجليزية: Eric Johnson)‏ هو لاعب كرة قدم أمريكية أمريكي، ولد في 15 سبتمبر 1979 في نيدهام في الولايات المتحدة.

## وصلات خارجية
- أريك جونسون على موقع مرجع كرة القدم المحترفة.كوم (الإنجليزية)